# 제3회 부산국제영화제
제3회 부산국제영화제는 1998년 9월 24일부터 1998년 10월 1일까지 열린 영화제이다. 부산 해운대, 남포동에서 개최되었다.

## 수상

### 뉴 커런츠상
- 소무 - 지아장커 수상

### 선재상
- 느린 여름 - 박찬옥 수상

### 운파상
- 본명선언 - 홍형숙 수상

### 넷팩상 (아시아영화진흥기구상)
- 강원도의 힘 - 홍상수 수상

### PSB 영화상
- 4월 이야기 - 이와이 슌지 수상